# Fatal Beauty
Fatal Beauty is een film uit 1987 onder regie van Tom Holland. Whoopi Goldberg speelt de hoofdrol in de film. In eerste instantie zou Cher deze rol spelen.
De romantische link tussen Goldberg en tegenspeler Elliott werd destijds als een taboe beschouwd door Noord-Amerika, vanwege de huidskleur van beide personen.

## Verhaal
Rita Rizzoli is een politierechercheur die in vermomming drugsbaronnen in Los Angeles te lijf gaat. Als ze een gevaarlijke handelaar in een nieuwe gevaarlijke cocaïne-variant genaamd 'Fatal Beauty' moet arresteren, doet ze zich voor als prostituee en ontmoet Mike Marshak, de lijfwacht van de rijke zakenman die Rita moet arresteren. Ondanks dat ze tegen elkaar zouden moeten strijden, leren ze elkaar goed kennen en bouwen een band op.

## Rolverdeling
| Acteur           | Personage                 |
| ---------------- | ------------------------- |
| Whoopi Goldberg  | Rechercheur Rita Rizzoli  |
| Sam Elliott      | Mike Marshak              |
| Rubén Blades     | Carl Jimenez              |
| Harris Yulin     | Conrad Kroll              |
| John P. Ryan     | Inspect. Kellerman        |
| Jennifer Warren  | Cecile Jaeger             |
| Brad Dourif      | Leo Nova                  |
| Mike Jolly       | Earl Skinner              |
| James LeGros     | Zack Jaeger               |
| Neill Barry      | Denny Miflin              |
| Mark Pellegrino  | Frankenstein              |
| Ebbe Roe Smith   | Marty                     |
| Charles Hallahan | Assistent-inspecteur Getz |
| Steve Akahoshi   | Shigeta                   |
| Fred Asparagus   | Delgadillo                |
| David Harris     | Raphael                   |
| Clayton Landey   | Jimmy Silver              |
| Michael Champion | Buzz                      |
| Cathianne Blore  | Charlene                  |